# Estnische Badmintonmeisterschaft 2008
Die Estnische Badmintonmeisterschaft 2008 fand vom 2. bis zum 3. Februar 2008 in Tallinn statt. Es war die 44. Austragung der Titelkämpfe.

## Medaillengewinner
| Disziplin    | Gold                       | Silber                     | Bronze                      |
| ------------ | -------------------------- | -------------------------- | --------------------------- |
| Herreneinzel | Raul Must                  | Tauno Tooming              | Rainer Kaljumäe             |
| Dameneinzel  | Kati Tolmoff               | Laura Vana                 | Helen Reino                 |
| Herrendoppel | Indrek Küüts Meelis Maiste | Vahur Lukin Einar Veede    | Ants Mängel Rainer Kaljumäe |
| Damendoppel  | Kati Tolmoff Ana Linnamägi | Karoliine Hõim Laura Vana  | Ulla Helm Eve Jugandi       |
| Mixed        | Heiki Sorge Helen Reino    | Ants Mängel Karoliine Hõim | Andres Aru Ulla Helm        |